# 500 lire (banconota)
La banconota da 500 lire è stata uno dei tagli di cartamoneta della lira italiana circolante prima dell'introduzione dell'euro, stampata in diverse emissioni dal 1874 fino al 1982.

## Regno d'Italia
Le prime banconote di questo valore emesse dallo Stato italiano furono quelle stampate dalla Banca Nazionale nel Regno d'Italia nel 1874, 1875, 1876 e 1877, sotto il re Vittorio Emanuele II. Erano stampate su un'unica faccia, portavano una cornice con in alto gli stemmi delle città di Genova e Torino ed in basso il busto di Colombo. Lo stemma era delle due città perché la Banca Nazionale era il nuovo nome che aveva preso la vecchia Banca Nazionale negli Stati Sardi, nata dalla fusione delle banche di Genova e Torino. La filigrana recava il valore della banconota e la scritta "BANCA NAZIONALE". La stampa proseguì con le stesse caratteristiche negli anni 1881, 1885, 1887, 1889 e 1893 sotto re Umberto I. Le dimensioni erano di 220 × 130 mm.
Lo stesso identico biglietto fu stampato nel 1894-95 dalla neocostituita Banca d'Italia.

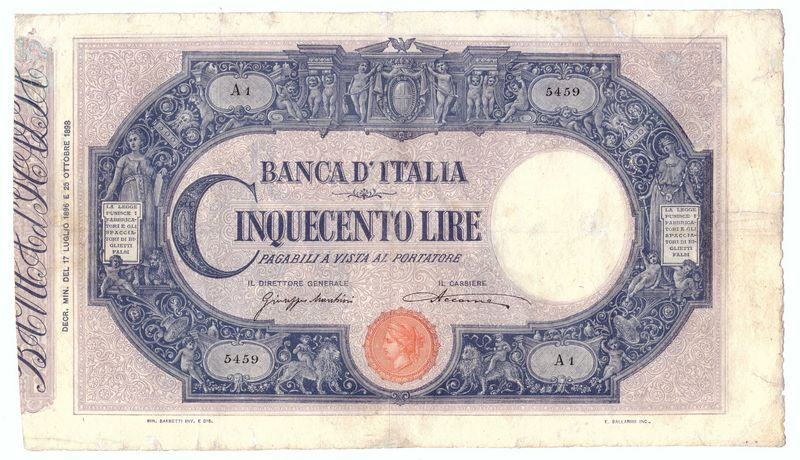
La più antica banconota da 500 lire della Banca d'Italia conosciuta, del 25 ottobre 1898

La prima 500 lire emessa dalla Banca d'Italia con il proprio nome vide la luce nel 1898 e fu disegnata da Rinaldo Barbetti, un artista senese. La più antica banconota di questa tipologia giunta sino a noi, appartenente alla prima serie "A1", è stata rinvenuta e studiata dal numismatico Gerardo Vendemia nel 2014.
Il taglio da 500 lire della serie Barbetti, con variazioni minime, fu stampato sino al 1950. Tutte le varianti della tipologia andarono fuori corso il 30 giugno 1953.

## Repubblica italiana

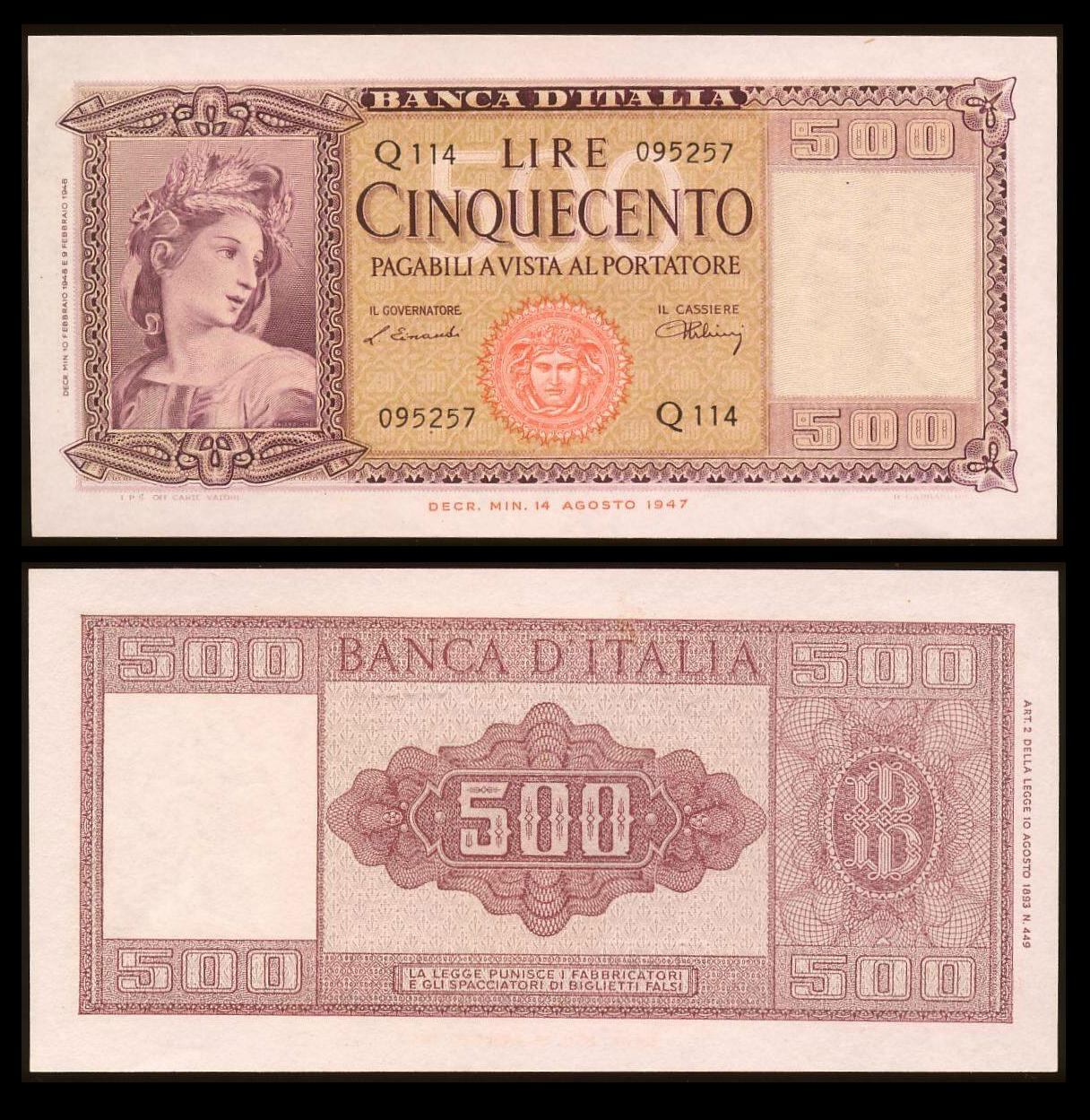
L'Italia ornata di spighe è il soggetto di questo biglietto da 500 lire emesso a partire dal dopoguerra.

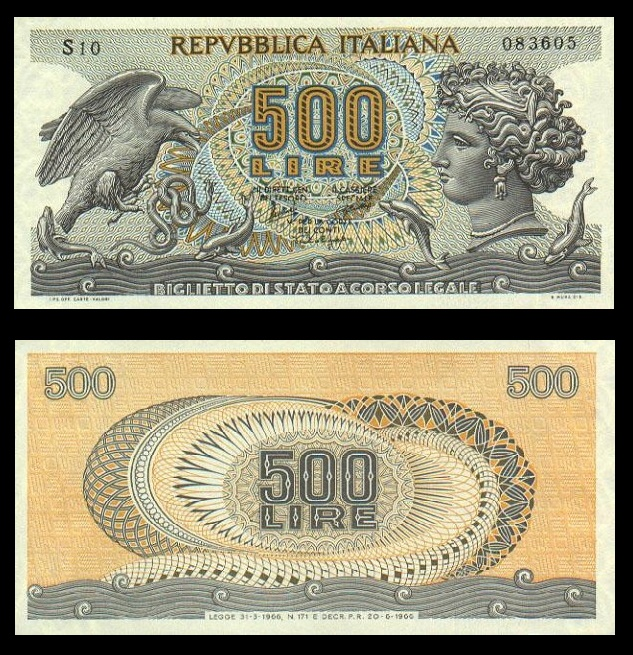
Biglietto di Stato da 500 lire, emesso dal 1966 al 1975, denominato "Aretusa".

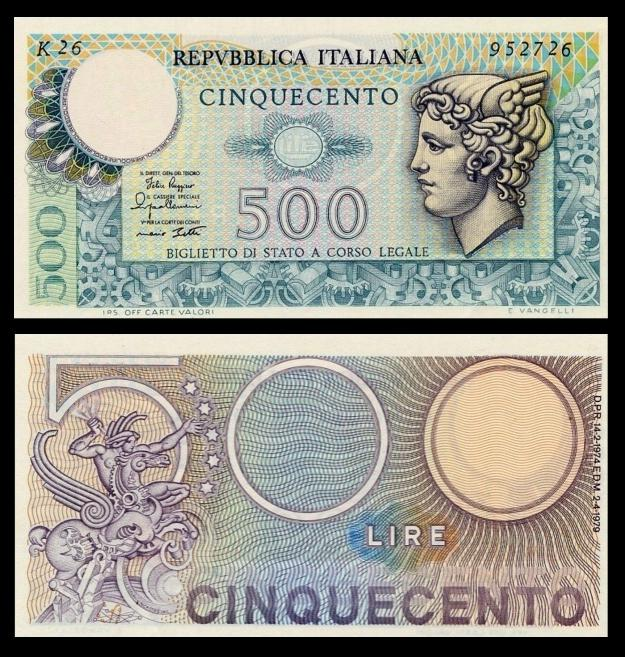
Biglietto di Stato da 500 lire emesso dal 1974 al 1979 ("Mercurio"). È la quarta e ultima emissione repubblicana.

### L'Italia ornata di spighe
Il primo esemplare fu emesso in base al decreto ministeriale del 14 e 15 agosto 1947. Era stampato dall'Officina Carte Valori della Banca d'Italia su carta bianca filigranata in pasta, e misurava 146 × 70 mm.
Sul fronte raffigurava, a sinistra, il volto di Cerere ornata di spighe, tratto dal dipinto “Venere, Giunone e Cerere” di Raffaello Sanzio, presente nella Loggia di Psiche alla Farnesina a Roma, simboleggiante allegoricamente l'Italia. A destra si trova la filigrana. Recava la firma di Luigi Einaudi, governatore della Banca d'Italia dell'epoca.
Accanto alla nuova, la Banca d'Italia continuò a stampare le banconote da 500 lire dalle dimensioni decisamente più ampie, uguali a quelle emesse sotto i regni di Umberto I, Vittorio Emanuele III e Umberto II.
Queste ultime banconote uscirono di corso il 30 giugno 1953, mentre la banconota “ornata di spighe” fu stampata fino al 1961.

### Aretusa
Nel 1966 fu stampato un biglietto di stato (con dicitura quindi "Repubblica Italiana")  da 500 lire. Il fronte rappresenta la testa della ninfa Aretusa attorniata da vari simboli: i delfini e l'aquila con i serpenti. Le cornucopie appaiono invece in filigrana. Le dimensioni sono 110 x 55 mm.

### Mercurio
Nel 1974, 1976 e 1979 fu emesso il Biglietto di Stato da 500 lire con la testa alata del dio Mercurio. Le dimensioni erano 115 × 59 mm. Si trattava anche in questo caso di un Biglietto di Stato stampato dal Poligrafico dello Stato. Fu l'ultima emissione repubblicana in cartamoneta che fu sostituita, nel 1982, da una moneta bimetallica.

## 500 Am-lire
Tra il 1943 e il 1946, nel periodo di occupazione dell'Italia da parte degli Alleati, il comando statunitense stampò una banconota da 500 Am-lire con lo stesso formato dei 5 dollari statunitensi e recante le indicazioni del valore in inglese ed italiano.